# Alain de Roucy

Wappen von Alain de Roucy

Alain de Roucy (* vor 1172 auf der Ile de France; † 1221 im Languedoc) war ein französischer Ritter und Kreuzfahrer zu Beginn des 13. Jahrhunderts.

## Herkunft und Name
Alain de Roucys Geburtsjahr ist nicht bekannt, erwähnt wird er erstmals 1172 in einer Urkunde des Grafen von Champagne.
Auch die familiäre Herkunft kann nicht genau bestimmt werden. Der Anglonormanne John le Strange († 1234) nannte ihn in seinen Aufzeichnungen „Alan de Petraponte“, womit ein Bezug zu den in der Region des Laonnois ansässigen Herren von Pierrepont (siehe Haus Pierrepont) hergestellt werden kann. Der Name ihrer Stammburg leitet sich von dem, auch im Mittelalter noch bekannten, Namen des römischen Castrum Petrae Pontis ab, auf dessen Standort die Burg errichtet worden war.
Dennoch ist Alain in den Überlieferungen als „de Roucy“ bekannt. Ein Grund dafür könnte die Tatsache sein, dass der Sire Robert de Pierrepont, der ein Bruder Alains gewesen sein könnte, zu Beginn des 13. Jahrhunderts die Erbin der Grafschaft Roucy geheiratet und dieses Lehen so an seine Familie gebracht hat. Gegen die Verwandtschaft spricht, dass der Name Alain in der Familie Pierrepont ansonsten nicht auftritt, während Alain de Roucy sowohl einen Sohn als auch einen Enkel mit dem gleichen Vornamen hatte, so dass zu vermuten ist, dass dieser als Leitname auch seinen Vorfahren zuzuordnen ist.
Ein weiterer Bezug Alains zur Grafschaft Roucy könnte aber auch durch dessen Frau Clémence de Châtillon gegeben sein. Diese wird von Maxime de Sars als Tochter von Guermond de Châtillon, Seigneur de Savigny (Haus Châtillon), und Clémence de Roucy vermutet, die wiederum eine Tochter von Hugues Cholet, Graf von Roucy (Haus Montdidier), und der Stauferin Richildis von Schwaben († vor 1154) war, einer Tochter des Herzogs Friedrich I. Eine Aussage über Alains Herkunft ergibt sich daraus jedoch nicht, lediglich ein Hinweis darauf, warum er den Namen de Roucy benutzte.

## Schlacht bei Gisors
Das letzte Jahrzehnt des 12. Jahrhunderts im Norden Frankreichs war bestimmt durch den Konflikt zwischen König Philipp II. und dessen Rivalen, dem englischen König Richard „Löwenherz“, der als Graf von Anjou und Herzog der Normandie sowie Aquitanien zwar Vasall Philipps, tatsächlich aber weit machtvoller als dieser war.
So findet Alain de Roucy um das Jahr 1260 erstmals in der Erzählung des anonymen Ménestrels von Reims als Ritter im Heer des Königs von Frankreich Erwähnung, welches im September des Jahres 1198 unter dem persönlichen Befehl des Königs in die Normandie einmarschierte. Doch schon bei Courcelles, unweit von Gisors, wurde dieses Heer am 28. September von „Löwenherz“ gestellt. In der Legenden umwobenen Erzählung fiel Roucy dadurch auf, dass er seinen König vor der zahlenmäßigen Überlegenheit und Erfahrung des Gegners warnte, woraufhin König Philipp ihn einen Feigling nannte. Als jedoch der König selbst die Übermacht des Feindes erkannte, war es wieder Roucy, der dem König dazu riet, auf einem schnellen Pferd zur sicheren Burg von Gisors zu fliehen, um einer möglichen Gefangenschaft zu entgehen. Stattdessen sollte Roucy die Rüstung des Königs anlegen und das Heer in die Schlacht gegen Richard „Löwenherz“, der als der beste Ritter seiner Zeit galt, anführen. So soll es geschehen sein, und in der folgenden Schlacht kämpften Roucy und die anderen Ritter des Königs von Frankreich mit viel Tapferkeit und Mut, mussten sich aber letzten Endes doch der feindlichen Übermacht geschlagen geben.
Alain de Roucy wurde gefangen genommen. Zuerst verbrachte man ihn auf die Burg von Vernon und schließlich nach Rouen.
Die älteste Darstellung der Schlacht von Gisors, welche von dem englischen Chronisten Roger of Hovden niedergeschrieben wurde, schildert hingegen ein weniger heroisches Bild des Kampfes. Demnach war das Heer des französischen Königs in der Übermacht und wurde dennoch vom unterlegenen englischen König geschlagen, König Philipp ertrank auf der Flucht beinahe in der Epte. Roucy selbst wurde von „Löwenherz“ persönlich mit einem Lanzenstoß aus dem Sattel gehoben und anschließend gefangen genommen.
Wie lange er in der Gefangenschaft blieb, ist nicht bekannt, doch war Roucy spätestens um 1202 wieder unter dem Banner Frankreichs, als König Philipp nach dem Tod Richards im Jahr 1199 den Kampf gegen dessen Bruder, König Johann „Ohneland“ eröffnete und am 28. April 1202 seine gesamten kontinentalen Besitzungen beschlagnahmte.
Roucy nahm an der militärischen Durchsetzung dieses Beschlusses in der Normandie teil und wurde in diesem Zusammenhang bei le Strange namentlich erwähnt. Bis zum Jahr 1206 konnte schließlich die Herrschaft der französischen Krone in den nördlich der Loire gelegenen Gebieten (Anjou, Maine, Normandie) hergestellt werden.

## Albigenserkreuzzug
Im Jahr 1208 rief Papst Innozenz III. zum Kreuzzug gegen die im Languedoc weit verbreitete religiöse Bewegung der Katharer auf, nachdem dort ein päpstlicher Legat ermordet worden war. Der sogenannte Albigenserkreuzzug setzte sich ein Jahr später mit einem Heer unter der Führung von Simon IV. de Montfort in Bewegung. Ob sich Roucy schon zu Beginn des Heerzuges unter den Kreuzrittern befand oder ob er erst später hinzu stieß, ist nicht bekannt.
Der führende Adel des Languedoc, besonders Graf Raimund VI. von Toulouse, schloss sich nur widerwillig diesem Unternehmen an, würde dieser Kreuzzug doch vor allem ihre machtvolle Position in dieser Region gefährden. Nachdem die Kreuzfahrer im Juli 1209 in Béziers schon besonders grausam gewütet hatten, vollzogen sie nach der Einnahme von Lavaur im März 1211 dort ihr härtestes Strafgericht. Die Verteidiger, 80 Ritter unter Aimery de Montréal, wurden gehängt, die Burgherrin Gerauda, Aimerys Schwester, in einen Brunnen geworfen und mit Steinen erschlagen. Die über 400 Katharer von Lavaur wurden auf dem größten Scheiterhaufen, der bis dahin errichtet worden war, verbrannt. Nach diesen Ereignissen verließ der Graf von Toulouse das Kreuzfahrerheer und stellte sich gegen es. Er verbündete sich mit dem Graf von Foix und schloss Simon de Montfort im September 1211 in Castelnaudary ein. Bei dem folgenden Kampf um die Stadt wird Roucy erstmals unter den Kreuzfahrern erwähnt. Die beiden Heere trennten sich schließlich, nicht ohne den Sieg je für sich in Anspruch zu nehmen.
Die folgenden zwei Jahre waren geprägt vom Kampf gegen den Grafen von Toulouse, mit einem Höhepunkt im Jahr 1213. So standen sich am 12. September dieses Jahres auf der Ebene vor Muret, 25 km südlich von Toulouse, die Heere der Kreuzfahrer und des Languedoc zum entscheidenden Kampf gegenüber. In der nun folgenden Schlacht sollte Alain de Roucy seine bekannteste Waffentat vollbringen.

## Schlacht bei Muret
Denn das weit überlegene Heer des Gegners wurde von König Peter II. von Aragon angeführt. Dieser wurde noch ein Jahr zuvor zu einem Helden der Christenheit („der Katholische“), als er gemeinsam mit den anderen christlichen Königen Spaniens die Muslime bei Las Navas de Tolosa vernichtend schlug. Dies hinderte ihn aber nicht daran, Partei gegen die päpstlichen Kreuzfahrer zu nehmen, denn diese eroberten und bedrohten Territorien, deren nomineller Oberlehnsherr er war.
Doch König Peter erwies sich als schlechter Anführer, er schlug im Vertrauen auf seine Überlegenheit den defensiv ausgerichteten Plan des Grafen von Toulouse als unritterlich aus und eröffnete den Kampf, indem er mit seinen katalanischen Rittern aus den Reihen seiner Verbündeten ausbrach und auf die Kreuzfahrer zustürmte. Diese Gelegenheit nutzte Montfort und warf dem Angreifer seine erste Abteilung Ritter entgegen, die von Alain de Roucy und Florent de Ville geführt wurde. Diese umzingelten den aragonesischen König und seine Männer und isolierten diese somit von ihren Verbündeten.
Das nun entstehende Kampfgetümmel ist Legenden umwoben. Angeblich trug König Peter die Rüstung eines einfachen Ritters, da er als solcher und nicht als König Ruhm erlangen wollte. Seine königliche Rüstung trug stattdessen einer seiner Ritter. Nachdem Roucy den vermeintlich einfachen Ritter vom Pferd gestoßen hatte, erlaubte er sich die Bemerkung: Je croyais le roi meilleur cavalier! (‚Ich dachte, dies sei des Königs bester Ritter!‘). Daraufhin entgegnete der Ritter: C’est que celui-là n’est pas le roi: le roi, c’est moi! (‚Jener dort ist nicht der König, der König, das bin ich!‘). Und so war es an Alain de Roucy, den König von Aragon zu töten.
Der Tod des Königs sprach sich im Heer des Languedoc schnell herum. Ihres Anführers beraubt, zerbrach die Ordnung unter den Reihen seiner Ritter, und schon bald begaben sie sich auf die Flucht. So konnten die Kreuzfahrer den Sieg in dieser Schlacht davontragen. In deren Folge konnte Montfort die Stadt Toulouse einnehmen und den Kreuzzug zu einem vorläufigen Sieg über seine Gegner führen.

## Schlacht bei Bouvines
Für seine entscheidende Rolle bei Muret wurde Roucy von Simon de Montfort mit der einträglichen Herrschaft über Termes, Dufort und Montréal bedacht. Doch Roucy drängte es schnell von neuem in den Kampf.
König Johann „Ohneland“ war inzwischen ein Bündnis seinem Neffen, dem Kaiser Otto IV., mit dem Ziel eingegangen, die verloren gegangenen Gebiete in Frankreich zurückzuerobern. In der Gefolgschaft des Herren Enguerrand III. de Coucy schloss sich Roucy, wie auch Florent de Ville, erneut dem Heer König Philipps II. an und zog mit diesem dem vom Kaiser geführten englisch-welfischen Heer nach Flandern entgegen. Dort trafen beide Heere am 27. Juli 1214 in der Schlacht bei Bouvines aufeinander. An diesem Tag errang das Heer der Franzosen einen der bedeutendsten Siege in der französischen Geschichte, denn dieser führte zum endgültigen Triumph König Philipp II., der von nun an Philippe August genannt wurde, in seinem Kampf gegen die Plantagenet-Dynastie.

## Niederlagen und Tod
Zwei Jahre später kehrte Roucy wieder in den Süden zurück. Dort hatte sich inzwischen Raimund (VII.) (genannt Raymondet), der junge Sohn des Grafen von Toulouse, an die Spitze des Widerstandes gegen die Kreuzfahrer gestellt, besetzte Beaucaire und belagerte die Zitadelle der Stadt. Roucy eilte zum Entsatz der Burg wieder im Heer Montforts heran. Doch trotz mehrerer Angriffe auf das feindliche Belagerungsheer gelang es den Kreuzfahrern nicht, die Belagerung aufzuheben. Schließlich musste Montfort Stadt und Zitadelle im August 1216 aufgeben. Unter dessen gelang es dem alten Graf von Toulouse, seine Hauptstadt zurückzuerobern. Montfort zögerte nicht lang, so dass Roucy in dessen Heer 1218 vor Toulouse zog und die verhängnisvolle Belagerung der Stadt aufnahm, bei der am 25. Juni Simon de Montfort durch ein Katapultgeschoss tödlich verwundet wurde.
Der Tod des Anführers der Kreuzfahrer und die Nachfolge durch dessen schwachen Sohn Amaury de Montfort gab dem okzitanischen Widerstand Aufwind; so stellten die Grafen von Toulouse, Foix und Comminges sowie Renegaten (Faydits) aus Carcassès ein gemeinsames Heer auf, welches 1219 bei Baziège ein Kreuzfahrerheer unter den Brüdern Foucaud le bourreau du Lauragais (‚der Henker des Lauragais‘) und Jean de Berzy vernichtend schlug. Roucy war einer der wenigen Kreuzfahrer, denen die Flucht vom Schlachtfeld gelang.
Doch auch er fand den Tod im Languedoc. Während er 1221 die ihm anvertraute Burg Montréal gegen Raimund VII. von Toulouse verteidigte, erlitt er eine Kopfwunde, an der er schließlich starb.
Alain de Roucy hatte mindestens einen Sohn, der als Seigneur de Neuville(-en-Laonnois) bezeugt ist. Vermutlich war schon Roucy in Besitz von Neuville, welches er nach seiner Teilnahme an der Schlacht von Bouvines erhalten haben könnte. Die Besitzungen, die er als Kreuzfahrer im Languedoc erhalten hatte, blieben jedoch nicht in seiner Familie. Termes konnte von seinem früheren Besitzer Olivier de Termes nach Roucys Tod wieder übernommen werden.
Ein Pierre/Caïer de Pierrepont, Seigneur de Neuville, welcher der Sohn oder ein Enkel Alain de Roucys gewesen sein könnte, fiel am 8. Februar 1250 im Verlauf des Sechsten Kreuzzugs vor den Mauern Mansuras.